# عسم (ذمار)
عسم هي إحدى قرى الجمهورية اليمنية. تتبع جغرافيا لمحافظة ذمار وإداريًا لمديرية جهران. يبلغ تعداد سكانها 3403 نسمة حسب الإحصاء الذي أجري عام 2004.